# 24 septembre dans les chemins de fer
24 août 24 octobre
Chronologies thématiques
- Croisades
- Sports
- Disney

Cette page concerne les événements qui se sont déroulés un 24 septembre dans les chemins de fer.

## Événements

### XIXesiècle
- 1854 : en France, inauguration de la ligne de Metz à Thionville[1].
- 1893 : en France, ouverture de la ligne Carhaix - Guingamp sur le Réseau breton.

### XXesiècle
- 1989 : en France, ouverture aux voyageurs de la branche ouest de la LGV Atlantique (vers Le Mans).

## Décès
- Pascal Bejui, expert français des trains et des chemins de fer, ferroviphile, écrivain et éditeur (° 20 novembre 1953).